# Lioli Football Club
El Sup-Utah Madree Football Club es un equipo de fútbol de Lesoto que participa en la Primera División de Lesoto, la liga de fútbol más importante del país.

## Historia
Fue fundado en el año 1934 en la ciudad de Teyateyaneng, siendo uno de los equipos más viejos de Lesoto y es un equipo que ha ganado el título de campeón en 5 ocasiones y 1 vez ganó el torneo de copa de Lesoto.
A nivel internacional ha clasificado en 4 ocasiones a torneos continentales, donde nunca ha pasado de la primera ronda.

## Palmarés
- Primera División de Lesoto: 7

1985, 2009, 2013, 2015, 2016, 2024, 2025
- Copa Independencia de Lesoto: 5

1984, 2007, 2010, 2014, 2016
Fuentes:

## Participación en competiciones de la CAF
| Temporada | Torneo                            | Ronda      | Club           | Casa | Visita | Global  |
| --------- | --------------------------------- | ---------- | -------------- | ---- | ------ | ------- |
| 1985      | Recopa Africana                   | 1          | Gweru United   | 1-1  | 1-2    | 2-3     |
| 1986      | Copa Africana de Clubes Campeones | Preliminar | Maji Maji FC   | 2-3  | 0-4    | 2-7     |
| 2014      | Liga de Campeones de la CAF       | Preliminar | 1º de agosto   | 2-1  | 0-2    | 2-3     |
| 2016      | Liga de Campeones de la CAF       | Preliminar | Vital'O FC     | 2-1  | 0-1    | 2-2 (a) |
| 2017      | Liga de Campeones de la CAF       | Preliminar | CAPS United FC | 0-0  | 1-2    | 1-2     |

## Jugadores

### Jugadores destacados
- Ts'epo Seturumane